# Doppelkupplung
Eine Doppelkupplung ist eine lastschaltbare Einheit, die aus zwei (meist koaxialen) Kupplungen besteht, die Verbindungen zu jeweils einer Welle schalten können.
Anwendungsbeispiele hierfür sind Kupplungsmodule für Doppelkupplungsgetriebe, bei dem beide Kupplungen unabhängig voneinander betätigt werden.
- Die eine Kupplung bedient die ungeraden Gänge, die sich üblicherweise auf der inneren Vollwelle befinden,
- die andere Kupplung bedient die geraden Gänge, die sich üblicherweise auf der dazu konzentrischen Hohlwelle befinden.

So kann – während die eine Kupplung aktuell Drehmoment überträgt – der nächste Gang bereits vorgewählt werden. Anschließend wird beim Wechsel vom aktuellen zum vorgewählten Gang das Drehmoment ohne Zugkraftunterbrechung weitergegeben.
Einfachere Formen von Doppelkupplungen findet man z. B. in der Landmaschinentechnik, wo beispielsweise eine Kupplung als Anfahrelement des Fahrantriebs dient und die zweite zum Zuschalten des Antriebs einer Zapfwelle. Dadurch ist es möglich, Fahr- und Zapfwellenantrieb unabhängig voneinander zu nutzen.
Fälschlicherweise werden in der Literatur zuweilen auch Zweischeibenkupplungen als Doppelkupplungen bezeichnet. Hierbei handelt es sich jedoch um eine einfache Kupplung mit zwei Reibscheiben, die aber beide auf ein und derselben Abtriebswelle eingreifen. Zweischeibenkupplungen kommen üblicherweise dort zum Einsatz, wo die zum Drehmomentübertrag erforderliche Einscheibenkupplung so groß ausfallen würde, dass für den Außendurchmesser kein Bauraum zur Verfügung stünde. Man verwendet dann zwei kleinere Kupplungsscheiben statt einer größeren.
Die Steigerung hiervon sind Drei- oder Vierscheibenkupplungen, die dann meist als Lamellenkupplung ausgebildet sind und im Extremfall bis zu zehn Lamellensätze aufweisen können (z. B. als Rutschkupplung in Industriemaschinen oder als kompakte Anfahrkupplung in Motorradgetrieben).